# Elizabeth Thomas (Ägyptologin)
Elizabeth Thomas (* 29. März 1907 in Memphis, Tennessee; † 28. November 1986 in Jackson, Mississippi) war eine US-amerikanische Ägyptologin.

## Herkunft und Ausbildung
Elizabeth Thomas wurde 1907 in Memphis im US-amerikanischen Bundesstaat Tennessee geboren und wuchs in Grenada, Mississippi auf. Sie verbrachte einen Teil ihrer Zeit in der Nähe von Cruger, wo Mitglieder ihrer Familie die „Egypt Plantation“ besaßen. Sie war das jüngste Kind von Ruth Archer und James Talbert Thomas und hatte zwei ältere Brüder. Im Herbst 1924 besuchte sie das Grenada College und wechselte im folgenden Herbst ins Hollins College in der Nähe von Roanoke (Virginia), wo sie auch nur ein Jahr blieb. Nach einer Unterbrechung von fast 10 Jahren kehrte sie im Herbst 1935 ins Grenada College zurück und wechselte daraufhin an die University of Mississippi in Oxford, wo sie im Mai 1937 ihren Bachelor-Abschluss absolvierte.
Zum ersten Mal bereiste Thomas Ägypten 1935. Im Februar und frühen März 1938 war sie in Luxor, wo sie einen Großteil ihrer Zeit in Theben-West verbrachte und die Gräber im Tal der Könige und Königinnen besuchte. Sie besuchte auch das Chicago House, das Hauptquartier der Epigraphic Survey of the University of Chicago, in Luxor. Dort lernte sie unter anderem den Ägyptologen Charles F. Nims und seine Ehefrau Myrtle Nims kennen. 

## Studium
Nach ihren Erfahrungen in Ägypten entschloss sich Elizabeth Thomas Ägyptologie am Oriental Institute der University of Chicago zu studieren. Sie erreichte Chicago im Spätsommer 1938, wo sie Helene J. Kantor traf, mit der sie zusammen Hebräisch- und Geschichtsunterricht hatte. Zudem schloss sie weitere Bekanntschaften mit George R. Hughes und Richard Anthony Parker, mit denen sie eine langjährige Freundschaft verband, sowie den Ägyptologen Ricardo Caminos und Klaus Baer.
Neben ihrem Studium der altägyptischen Sprache und Kultur belegte sie weitere Kurse in Sprachwissenschaften, Englisch, Indischer Philosophie und Religionswissenschaften. Zwischen 1942 und 1946 arbeitete sie zusammen mit Kollegen vom Oriental Institute im Auftrag des US Army Signal Corps und half während des Krieges mit, kryptographische Codes der Deutschen zu entschlüsseln. Zu dieser Zeit hatte sie umfangreiche Sprachkenntnisse in Latein, Altgriechisch, Hebräisch und einigen anderen europäischen Sprachen (darunter Deutsch) und war für das Corps daher besonders wertvoll.
Nach dem Krieg kehrte Thomas zu ihrem Studium zurück und arbeitete an ihrer Dissertation. Während der Grabungssaison 1947/48 verbrachte sie einige Zeit im Chicago House und beendete im Frühjahr 1948 ihr Studium mit einer Dissertation über die „Kosmologie der Pyramidentexte“. Nach der Beendigung des Studiums zog sie zunächst nach New York und wenig später nach Princeton, New Jersey, wo sie gelegentlich die Firestone Library der Princeton University besuchte.

## Tätigkeiten
Während der Grabungssaison 1949/50 kehrte Elizabeth Thomas nach Ägypten zurück und arbeitete diesmal zusammen mit Alexandre Piankoff und Natacha Rambova auf einer Expedition der Bollingen Foundation. Das Ziel der Expedition war es, Inschriften des Grabes von Ramses VI. im Tal der Könige und Texte einiger königlicher Pyramiden in Sakkara zu erfassen. Bei ihrer Ankunft in Ägypten im Oktober 1949 ging sie nach Sakkara, um einige Voruntersuchungen durchzuführen. Da zu diesem Zeitpunkt nur die Unas-Pyramide geöffnet war, lag der Schwerpunkt des Projektes nun allein auf dem Grab von Ramses VI. Obwohl sie im Oktober noch mit der Expedition nach Luxor ging, verließ sie das Projekt und kehrte zurück nach Princeton.
1951 baute sie ihr Haus in Princeton an der Edgerstoune Road. 1953 plante sie eine ausgedehnte Reise nach Ägypten, bei der sie ihr Auto und ihren Cocker Spaniel „Uni“ (benannt nach Unas) mitnahm. In Luxor benutzte sie wieder das Chicago House als Ausgangspunkt für ihre weiteren Studien und begann sich für die königlichen Friedhöfe in Theben zu interessieren. Ihr fiel auf, dass die meisten Gräber im Tal der Königinnen immer noch teilweise mit Schutt gefüllt waren und keines davon vollständig veröffentlicht wurde. Auch gab es einige Gräber im Tal der Könige, die noch nicht komplett untersucht wurden.
Nachdem sie in ihrer Heimat einige Artikel für das Journal of Egyptian Archaeology (JEA) schrieb, kehrte Thomas 1959 abermals nach Ägypten zurück. Im Tal der Königinnen erfasste sie die Dekorationen einiger unbekannter Gräber und fertigte genaue Pläne und Aufrisse aller zugänglichen Gräber in den königlichen Tälern und einzelnen Nebenwadis an. Sie mietete sogar ein Kamel und transportierte eine Leiter aus dem Chicago House, um Zugang zu den Felswandgräbern in den Südwest-Wadis zu erhalten. Obwohl sie 1959/60 ihre eigene Grabungssaison begründete, arbeitete sie unter der Schirmherrschaft des American Research Center in Egypt und lieferte 1961 Pläne von KV55 für das JEA. Später gab sie eine Vielzahl ihrer Grabpläne Rosalind Moss vom Griffith Institute, die die thebanischen Bände der Topographical Bibliography überarbeitete.

## Publikationen
1960 kehrte sie aus Ägypten zurück und fing an, ihre Notizen und Pläne zu analysieren. Nachdem sie sich zunächst nur auf das Tal der Königinnen und die unbeschrifteten Gräber im Tal der Könige beschränken wollte, hatte sie nun alle königlichen Friedhöfe studiert. Um ihre Studien fortzusetzen, besuchte sie das Griffith Institute der University of Oxford. Dort erforschte sie die Notizblöcke von Howard Carter und besuchte häufig das Metropolitan Museum of Art, um sich mit Herbert Winlocks Archivmaterial zur thebanischen Nekropole zu befassen. Darauf folgend brachte sie 1966 ihr Hauptwerk The Royal Necropoleis of Thebes heraus, welches die Geschichte der königlichen Friedhöfe von der Entstehung (11. bis 20. Dynastie) bis in die moderne Zeit darstellte. Es handelte sich dabei um die ersten veröffentlichten Informationen vieler Königinnengräber und die erste umfassende Abhandlung über das Tal der Könige als Ganzes und wurde zu einem hoch geschätztem Standardwerk.

## Sonstiges
Nach der Saison 1959/60 kehrte sie nicht mehr nach Ägypten zurück, studierte aber weiterhin die thebanische Nekropole und unterhielt eine umfangreiche Korrespondenz und einen regen Informationsaustausch mit Kollegen aus ihrem Fachgebiet. Dabei interessierte sie sich nicht nur für das Alte Ägypten und Theben, sondern informierte sich auch über die aktuellen Ereignisse in Ägypten und dem Nahen Osten. Darüber hinaus beschäftigte sie sich ein Leben lang mit östlichen Religionen und pendelte in den frühen 50ern wöchentlich zwischen Princeton und New York City zur Columbia University, wo der Zen-Meister Daisetz Teitaro Suzuki Vorträge hielt. 
Elizabeth Thomas starb im Alter von 79 Jahren am 28. November 1986 in Jackson, Mississippi. Nach ihrem Tod vermachte sie ihre persönliche Bibliothek und ihre wissenschaftlichen Publikationen dem Institute of Egyptian Art and Archaeology der University of Memphis.

## Schriften
- Air Channels in the Great Pyramid. In: Journal of Egyptian Archaeology. 39, 1953, ISSN 0307-5133, S. 113, online (PDF; 292 kB).
- On Travel by Car in Egypt. In: Newsletter of the American Research Center in Egypt. 13, September 1954, ISSN 0402-0731, S. 5–6.
- Solar Barks Prow to Prow. In: Journal of Egyptian Archaeology. 42, 1956, S. 65–79 online (PDF; 2,37 MB).
- A further note on rock-cut boats. In: Journal of Egyptian Archaeology. 42, 1956, S. 117–118.
- Terrestrial Marsh and Solar Mat.  In: Journal of Egyptian Archaeology. 45, 1959, S. 38–51.
- Ramesses III: notes and queries. In: Journal of Egyptian Archaeology. 45, 1959, S. 101–102.
- Report from Miss Elizabeth Thomas. In: Newsletter of the American Research Center in Egypt. 41, March 1961, S. 9–17.
- The Plan of Tomb 55 in the Valley of the Kings.  In: Journal of Egyptian Archaeology. 47, 1961, S. 24.
- The Tomb of a Nineteenth Dynasty Queen. In: Newsletter of the American Research Center in Egypt. 45, April 1962, S. 6–8.
- pæ ãr õní õnw / n õnw ãní A Designation of the Valley of the Kings. In: Journal of Egyptian Archaeology. 49, 1963, S. 57–63.
- The Four Niches and Amuletic Figures in Theban Royal Tombs. In: Journal of the American Research Center in Egypt. 3, 1964, ISSN 0065-9991, S. 71–78.
- The Royal Necropoleis of Thebes. Princeton 1966.
- Was Queen Mutnedjemet the owner of Tomb 33 in the Valley of the Queens? In: Journal of Egyptian Archaeology. 53, 1967, S. 161–163.
- Cairo Ostracon J. 72460. In: Studies in Honor of Georges R. Hughes. January 12, 1977 (= Studies in Ancient Oriental Civilization. 39, ISSN 0081-7554). The Oriental Institute of the University of Chicago, Chicago IL 1976, S. 209–216.
- The „Well“ in Kings' Tombs of Bibân el-Molûk. In: Journal of Egyptian Archaeology. 64, 1978, S. 80–83.
- Papio Hamadryas and the Rising Sun. In: Bulletin of the Egyptological Seminar. 1, 1979, ISSN 0270-210X, S. 91–94.
- The þæy of Queen Inhapy. In: Journal of the American Research Center in Egypt. 16, 1979, S. 85–92.
- The Tomb of Queen Ahmose (?) Merytamen, Theban Tomb 320. In: Serapis. 6, 1980, ZDB-ID 8377-x,  S. 171–182.